# فيديريكو موريرا
فيديريكو موريرا (بالإسبانية: Federico Moreira)‏ هو دراج أوروغواياني، ولد في 8 مارس 1961 في سالتو في الأوروغواي.

## وصلات خارجية
- فيديريكو موريرا على موقع أرشيف الدراجات (الإنجليزية)
- فيديريكو موريرا على موقع إحصائيات الدراجات الإحترافية (الإنجليزية)
- فيديريكو موريرا على موقع أوليمبيديا (الإنجليزية)